# Károly Bolberitz
Károly Bolberitz (eigentlich Karl Bolberitz von Bleybach; * 21. Januar 1906 in Budapest; † 20. März 1978 ebenda) war ein ungarischer Ingenieur für Gesundheitswesen und Wasserhygieniker. Er war Chemiker, Wirtschaftswissenschaftler und nichtoffizieller Landesbeauftragter.

## Leben
Károly Bolberitz war ein Neffe von Farkas Heller, dem österreichisch-ungarischen Wirtschaftswissenschaftsgründer. Unter seinen fünf Kindern sind der Dirigent Tamás (Thomas) Bolberitz und der katholische Theologieprofessor Pál (Paul) Bolberitz.
Anfang der 1930er Jahre arbeitete er als Akademiker am Ungarischen Staatlichen Gesundheitsamt, dann ab 1935 im Ministerium für Industrie. Während des Zweiten Weltkrieges wurde er zuerst Chefingenieur, dann Generaldirektor der Ovomaltine-Hersteller „Wander AG“. Die Belagerung von Budapest im Winter 1944–1945 überlebte er mit seinen Kindern und der hochschwangeren Ehefrau in der Budaer Burg, als näherer Nachbar der Apostolischen Nuntiatur und dem Hauptquartier der deutschen Wehrmacht. Im Jahre 1948 ist er mit seiner Familie in Ungarn geblieben, die diskriminierenden Folgen seiner schlesisch-deutschen adeligen Abstammung tragend. Bis zu seiner Pensionierung wurde er im nunmehr kommunistischen Ungarn in den Hintergrund gedrängt. Seine Arbeit auf dem Gebiet der Wasserhygiene war nur den Fachleuten bekannt. Besonders viel beschäftigte er sich mit den Problemen der riesigen Verschmutzung der überstrapazierten Industrie, der Verschmutzung nach dem Hochwasser und der allgemeinen Wasserhygiene im Karpathen-Becken, welches fast zweimal so groß wie Bayern ist.

## Publikationen
- Graphische Darstellung der Wasserwirtschaft von Industrieanlagen. Budapest 1953.
- A helyesen megépített ásott kút. Budapest 1961.
- Ipari üzemek vízháztartása. Budapest 1962.
- Ipari vízigények meghatározása. Budapest 1956.
- Ipartelepek vízháztartásának ábrázolása. Budapest 1954.
- Az ipartelepek vízgazdálkodásának mennyiségi és minőségi kérdései. Budapest 1954.
- Magyarország vegyészeti ipara. Budapest 1933.
- Németország nyersanyag önellátási törekvései. Budapest 1936.
- Statisztikai matematikai módszerek a vizek higiéniai elbírálásánál. Budapest 1953.
- Szennyvízelvezetés 2.: Szennyvíztisztítás és átemelés. Budapest 1966.
- Tájékoztató kórházi szennyvízkezelők részére. Budapest 1957.
- Többféle vizet hasznosító vízművek kevert vizeinek problémái. Budapest 1977.
- A vízfertőtlenítés időszerű kérdései. Budapest 1959.